# Bannière autonome d'Oroqin
La bannière autonome d'Oroqin (鄂伦春自治旗 ; pinyin : Èlúnchūn Zìzhìqí) est une subdivision administrative de la région autonome de Mongolie-Intérieure en Chine. Elle est placée sous la juridiction de la ville-préfecture de Hulunbuir.

## Démographie
La population de la bannière était de 316 969 habitants en 1999.